# Ida Marie z Lichtenštejna
Ida Marie z Lichtenštejna (německy Ida Maria von und zu Liechtenstein; 17. září 1839 zámek Lednice – 4. srpna 1921 Libějovice) byla česko-rakouská šlechtična, princezna z Lichtenštejna, provdaná kněžna ze Schwarzenbergu.

## Život a činnost
Ida Marie, celým jménem jako Ida Maria Lamberta Theresa Francis de Paula von und zu Liechtenstein se narodila 17. září 1839 v lednickém zámku. Byla pátým dítětem a pátou dcerou panujícího knížete Aloise II. z Lichtenštejna a jeho manželky Františky hraběnky Kinské z Vchynic a Tetova. Měla starší sestry Marii, Karolínu, Sofii a Aloisii. Následujícího roku se narodil mladší bratr Jan (II.), budoucí panující kníže, a později ještě čtyři mladší sestry a bratr František, taktéž pozdější panující kníže.

### Manželství a rodina

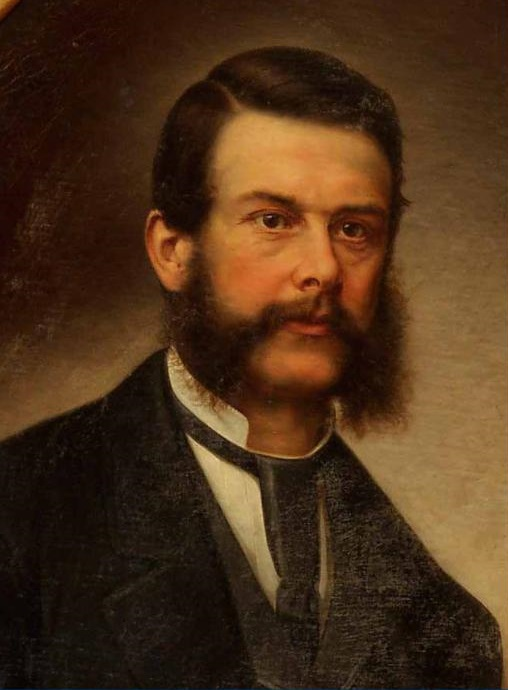
Adolf Josef ze Schwarzenbergu, 1862

V 17 letech se Ida Marie provdala za 25letého prince Adolfa Josefa ze Schwarzenbergu. Svatba, kterou celebroval pražský arcibiskup kardinál Bedřich ze Schwarzenbergu, ženichův strýc, se konala 4. června 1857 v kapli Lichtenštejnského paláce ve Vídni.
Jejich manželské soužití se ukázalo být šťastným a s dlouhým trváním. Adolf Josef byl znám svou dobrotivou povahou a smyslem pro humor, a proto byl velmi oblíbený. Pár se usadil na schwarzenberském zámku v Libějovicích. 
Pár měl devět dětí:
- Eleonora (1858–1938) - manželka hraběte Jindřicha z Lambergu;
- Jan II. (1860–1938) – 9. kníže ze Schwarzenbergu, ženatý s hraběnkou Terezií z Trautmansdorfu-Weinsbergu, měli osm dětí;
- Františka de Paula (1861–1951) – manželka hraběte Mikuláše Esterházyho z Galanty, měla pět dětí;
- Alois (1863–1937) – nebyl ženatý, bez potomků;
- Marie Aloisie (1865–1943) – řeholním jménem Benedikta jeptiška a abatyše kláštera sv. Gabriela v Praze;
- Felix (1867–1946), c. k. generálmajor – ženatý s princeznou Annou z Lowenstein-Wertheim-Rochefortu, měl pět dětí;
- Jiří (1870–1952) – podplukovník, nebyl ženatý, bez potomků;
- Karel (1871–1902) – diplomat, nebyl ženatý, bez potomků;
- Terezie (1873–1946) – neprovdaná, bez potomků.

Rodina trávila většinu roku v Čechách, kde Adolf Josef vlastnil rodová panství. V roce 1858 byla Ida Marie jmenována dámou Řádu hvězdového kříže, později se stala c. k. palácovou dámou a po vraždě císařovny Alžběty jako jedna z prvních obdržela velkokříž nově založeného Alžbětina řádu (1898). Podílela se na činnosti různých charitativních a sociálních organizací.  Mimo jiné byla členkou Výboru pro dostavbu chrámu sv. Víta v Praze a angažovala se také v několika spolcích ve Vídni.
V roce 1888 se její manžel stal 8. knížetem ze Schwarzenbergu. 
V roce 1907 oslavil pár zlatou svatbu na zámku Hluboká nad Vltavou. Slavnosti byly předem promyšlené a jejich přípravě byla věnována zvláštní pozornost. Událost, které bylo přítomno asi 100 hostů, byla uvedena v novinách a časopisech. 
Adolf Josef zemřel 5. října 1914. Ida ho přežila sedm let. Zemřela 4. srpna 1921 na zámku v Libějovicích.
Kněžna Ida ze Schwarzenbergu byla díky sňatkům svých sester blízce spřízněna s několika významnými osobnostmi veřejného života habsburské monarchie. Jejími švagry byli například diplomat hrabě Ferdinand z Trauttmansdorffu, místopředseda Panské sněmovny kníže Alexandr z Schönburg-Hartensteinu nebo zemský maršálek Českého království kníže Jiří Kristián z Lobkowicz.